# Иванов, Антон Анатольевич
Антон Анатольевич Иванов (13 апреля 1979, Ленинград) — российский футболист, выступавший на позиции центрального защитника. Сыграл 86 матчей и забил 8 голов в высшей лиге Белоруссии, также играл за профессиональные клубы России.

## Биография
Воспитанник санкт-петербургской ДЮСШ «Турбостроитель». На взрослом уровне начал выступать в 18-летнем возрасте в составе дубля сочинской «Жемчужины» во третьей лиге. В дальнейшем выступал за «Спартак-Орехово» и «Спартак» из Костромы.
В 2002 году перешёл в белорусский «Гомель». Свой первый гол за клуб забил в матче третьего тура 28 апреля 2002 года в ворота минского «Торпедо». В своём первом сезоне стал обладателем Кубка Белоруссии, в том числе играл в финальном матче против «БАТЭ». В 2003 году стал чемпионом Белоруссии. Всего за два сезона принял участие в 52 матчах чемпионата Белоруссии и забил 4 гола.
В 2004 году перешёл в «Кубань», но не смог пробиться в основной состав и выступал только за дубль, сыграл 11 матчей в первенстве дублёров. В 2005 году играл за «Носту» во втором дивизионе, под руководством знакомого по работе в «Гомеле» тренера Сергея Подпалого. На следующий год вернулся в Белоруссию и выступал за «Витебск» и могилёвский «Савит». В возрасте 29 лет завершил профессиональную карьеру.
С 2010 года работал детским тренером в академии «Зенит-Московский», а с 2011 года работает в главной академии «Зенита».